# DotXSI
dotXSI形式は、Softimage社の制定した、シーンデータ格納用ASCIIファイル形式である。
この形式は、メッシュ、NURBS、2D及び3Dチェーン、ポリゴン、マテリアル、階層、スケルトン、アニメーション拘束、エルミートスプライン、カスタムエフェクト、ユーザーデータなどに対応している。
この形式の一般的な利用用途は建築設計とビデオゲームにおいてであり、ValveがHalf-Life 2で先駆けて使用した後に一般的となった。
この形式はDirectXのXファイル形式を基としており、これら用途に特有のデータ構造の大部分を扱うために拡張されたものである。Crosswalk SDKは、dotXSI形式と他のAutodesk製品で使われている形式の間でデータを移送するための機能を有している。

## 対応ソフトウェア
- Softimage
- Softimage Mod Tool
- Milkshape 3D（英語版） (要SoftImage XSI dotXSI 3.x Exporter)[1]
- PolyTrans[2]
- SketchUp Pro[3]